# Университет Дунхуа
Университет Дунхуа (кит. трад. 東華大學, упр. 东华大学, пиньинь Dōnghuá Dàxué) — университет в Шанхае. Основная специализация в области моды, дизайна и текстильной промышленности. Основан в июне 1951 году. Входит в проект 211. 
Изначально назывался Восточно-китайский текстильный институт науки и технологии (华东纺织工学院). В сентябре 1985 переименован в Китайский текстильный университет (中国纺织大学). В августе 1999 года получил своё сегодняшнее название Университет Дунхуа. Это один из первых образовательных институтов в Китае, где появились все три уровня высшего образования: бакалавриат, магистратура и аспирантура. 
Во время Шанхайского фестиваля моды (Shanghai International Fashion Culture Festival) в университете Дунхуа проходит Международный форум моды - ежегодная встреча мировых производителей одежды.  

## Структура университета
Университет Дунхуа состоит из 11 колледжей и одной школы бизнеса, в рамках которых организовано 54 программы бакалавриата, 61 магистратура, 30 направлений аспирантуры и 5 докторских исследовательских программ. 

### Список колледжей
- Текстильный колледж
- Колледж моды и дизайна
- Колледж вещественных наук и проектирования
- Школа бизнеса и менеджмента Сияющего солнца
- Колледж машиностроения
- Колледж информационных наук и технологий
- Колледж компьютерных наук и технологий
- Колледж экологических наук и технологий
- Химический колледж
- Колледж иностранных языков
- Колледж фундаментальных наук
- Колледж гуманитарных наук

### Кампусы
Университет Дунхуа имеет два кампуса: первый в районе Чаннин, второй в районе Сунцзян.